# Inga inicuil
Inga inicuil, más conocido como aguatope de montaña, algodoncillo, cuajinicuil, jinicuil o simplemente vaina, es un árbol de la familia de las fabáceas que se extiende desde el sur de México hasta la Amazonía sudamericana. El valor del árbol radica en que las semillas del árbol se consumen por la sarcotesta dulce, las semillas hervidas y las aplicaciones gastronómicas y medicinales de las hojas además del aprovechamiento de la madera por su rápido crecimiento.

## Descripción
Las hojas de Inga inicuil son pinnadas, con una nervadura camptódroma y broquidódroma. Las hojas secundarias de 6 a 9 pares, con un ángulo de divergencia de 45 a 65°. Tienen venas de hasta quinto orden, las de tercer orden son reticuladas, las de cuarto y quinto orden son perpendiculares a la primaria. Son de areolación ramificada y de tendencia rectangular, la venación marginal final es curva.

## Clasificación y descripción
Árbol perennifolio o caducifolio, de 12 a 15 m (hasta 20 m) de altura, de 30 a 50 cm de diámetro a la altura del pecho. El tronco es recto y la copa extendida y redonda consiste de ramas erectas con denso follaje. La corteza es gris pálida y amarilla al corte. Las hojas son pinnadas, formadas por 6 pinnas elípticas o lanceoladas, de 8 a 20 cm de largo, alternas, elípticas, lisas, de 8 a 11 cm de largo, lustrosas, puntiagudas. Las flores son fragantes, de aroma dulce, color verde pálido o amarillento, blancas o crema y arregladas en una cabezuela colorida, sésiles, en forma de capítulo; estípulas caducas. Cáliz de 2 mm de largo. Corola de color blanco, de 6 mm de largo. Florece durante la primavera y fructifica en el otoño del mismo año. Los frutos (vainas) son oblongos, arqueados, de 15 a 20 cm de largo, aplanados lateralmente, gruesos, verdes, dehiscentes y se tornan amarillo-verdosos cuando maduran. Cada fruto contiene de 12 a 18 semillas. Las semillas son oblongas, aplanadas lateralmente, de 24 a 32 mm de largo, de 6 a 18 mm de ancho y de 8 a 11 mm de grosor. La cubierta seminal es blanca, algodonosa, pulposa, dulce, suculenta y fácilmente se desprende del embrión.

## Distribución
Es nativo de las regiones tropicales de América y se adapta bien a las regiones subtropicales, es parte de los bosques mesófilos de montaña y de galería, que crece a largo de los ríos, en bosques tropicales caducifolios, bosques tropicales perennifolios de vegetación secundaria, selvas medianas subperennifolias. Se ha encontrado desde el sur de México, en específico en los estados de Puebla, Veracruz, Tabasco, Oaxaca, Guerrero, Michoacán y Jalisco, a través de América Central y hasta el Pacífico en Ecuador y Perú, así como en las regiones tropicales de Brasil. En Nicaragua forma parte del bosque caduco de baja altitud, con una vegetación caracterizada por árboles latifoliados. Por otro lado, en Ecuador solo se encuentra en bosques húmedos perennifolios en la provincia de Esmeraldas. En Costa Rica crecen en climas húmedos o muy húmedos.
Crece desde 0 hasta 1 500 m s. n. m. en temperaturas promedio de 18° y con precipitaciones aproximadas de 1 500 mm anuales en suelos ácidos, incluso aquellos que tras haber sido de uso agrícola carecen de vegetación.

## Hábitat
Se puede encontrar en el trópico húmedo y templado húmedo. Es una especie primaria/secundaria. Se encuentra frecuentemente en la vegetación secundaria derivada de los bosques tropicales perennifolios, en altitudes de 0 a 1 800 m s. n. m. El árbol se encuentra en áreas con suelos profundos que son ricos en materia orgánica. El clima en el cual prospera es húmedo con un promedio de precipitación anual de 1 490 mm, con una estación seca que dura 1 mes y temperatura media anual de 18 °C.

## Estado de conservación
El árbol se usa primordialmente para sombra en plantaciones de café y naranja, y en los bordes entre plantaciones para demarcar propiedades rurales. Se cultiva también como árbol ornamental. Los frutos se venden en el mercado debido a su cubierta seminal blanca comestible. La madera se usa como combustible y construcción en área rurales. La especie tiene un gran potencial en sistemas agroforestales, situados en regiones tropicales y tierras altas tropicales húmedas y semi húmedas, con precipitaciones de 500 a 3 000 mm por año, y una estación seca de 5 a 6 meses. Por las razones anteriores y por su rusticidad es una especie muy apreciada para diversos usos, no se encuentra en ninguna categoría de la norma 059 de la Secretaría de Medio Ambiente y Recursos Naturales (SEMARNAT) de México y está en la categoría de menor preocupación en la lista roja de la IUCN (International Union for Conservation of Nature).

## Taxonomía
Inga inicuil fue descrita por Diederich Franz Leonhard von Schlechtendal y Adelbert von Chamisso y tanto publicada como validada por George Don en A General History of the Dichlamydeous Plants 2: 391, en 1832.

#### Etimología
Véase: Inga
inicuil: epíteto que es una variación ortográfica proveniente de los vocablos náhuatl cuahuxinicuile y xonecuille, que a su vez, se derivan de cuauhicxi necuilli, de cuahuitl; "árbol", icxitl; "pie", y necui, necuilli; "torcido"; "árbol de pie torcido", en referencia a la forma de la vaina.